# Rafael Vázquez
Rafael Vázquez González (Tampico, Tamaulipas, 26 de marzo de 1929 - Mazatlán, Sinaloa, 22 de julio de 2022) fue un cantante y compositor mexicano.

## Biografía
Educó su voz de tenor con el maestro Carlos Abreu, y para 1950, ya había triunfado como cantante en la XEW. En 1959, se casó con la cantante y actriz mexicana Carmela Rey, con quien formó el dueto Carmela y Rafael, «La Pareja Romántica de México»; juntos grabaron 121 discos y ganaron numerosos premios. Incursionó como actor en la película Ruletero a toda marcha (1962), compartiendo créditos con El Piporro, María Duval, Sara García y Norma Angélica.

## Filmografía

### Cine
- Ruletero a toda marcha (1962)